# Bouzanne
La Bouzanne est un cours d'eau français, qui coule dans le département de l'Indre, en régions Centre-Val de Loire.
C'est un affluent de la Creuse, donc un sous-affluent de la Loire par la Vienne.

## Géographie

### Cours
Le cours d'eau a une longueur de 84,2 km.
Il prend sa source dans le département de l'Indre, à 388 m d'altitude, sur le territoire de la commune d'Aigurande, puis s'écoule vers le nord, puis l'ouest.
Son confluent avec la Creuse se situe dans le département de l'Indre, à 95 m d'altitude, sur les communes du Pont-Chrétien-Chabenet et de Chasseneuil,.

### Départements et communes traversés
La Bouzanne traverse dix-sept communes de l'Indre, :
- Aigurande
- Arthon
- La Buxerette
- Buxières-d'Aillac
- Chasseneuil
- Cluis
- Jeu-les-Bois
- Lys-Saint-Georges
- Montchevrier
- Mosnay
- Mouhers
- Neuvy-Saint-Sépulchre
- Le Pont-Chrétien-Chabenet
- Saint-Marcel
- Tendu
- Tranzault
- Velles

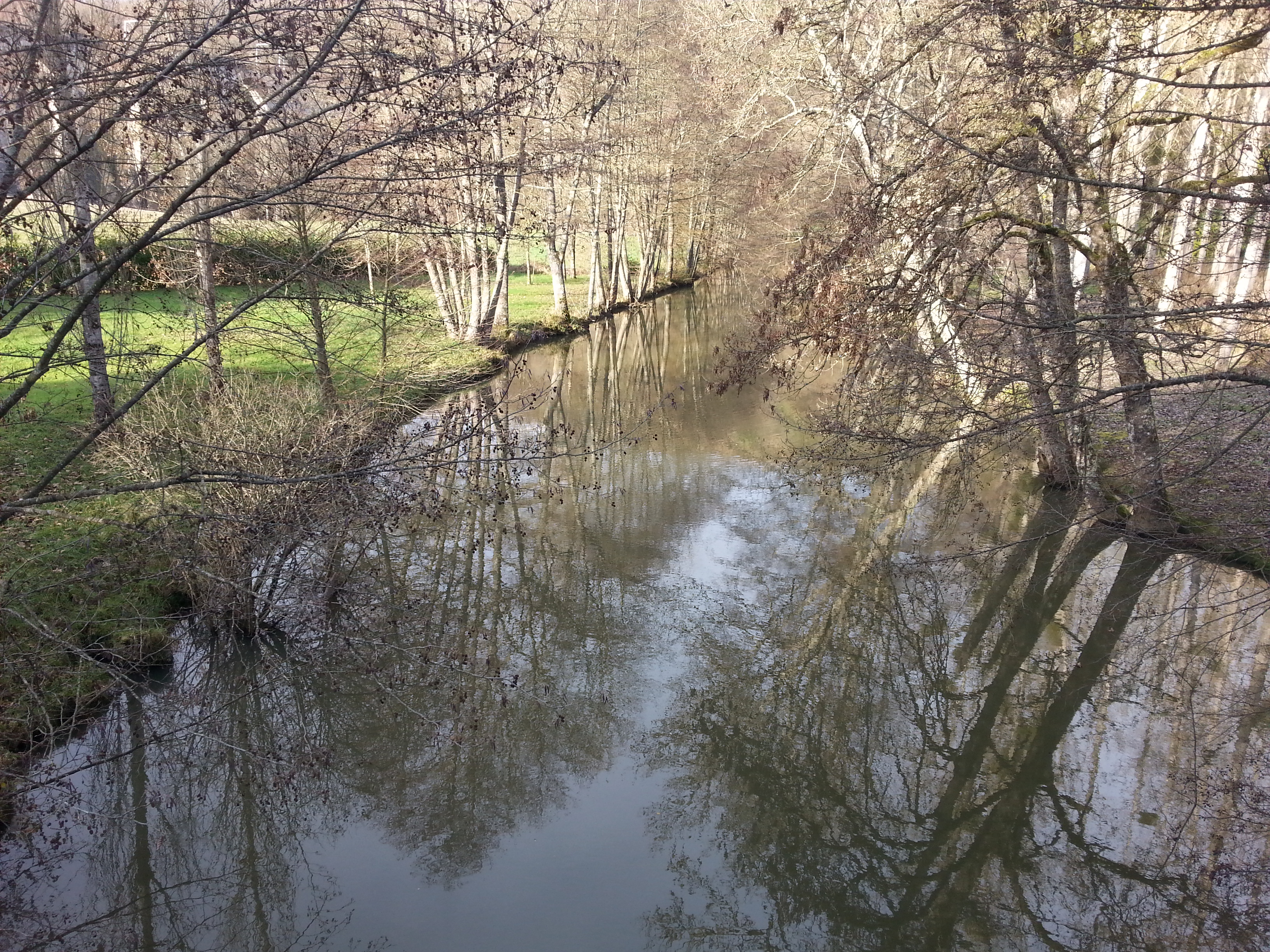
Le Pont-Chrétien-Chabenet en 2014.

### Bassin versant
Les bassins hydrographiques sont découpés dans le référentiel national BD Carthage en éléments de plus en plus fins, emboîtés selon quatre niveaux : régions hydrographiques, secteurs, sous-secteurs et zones hydrographiques.
La Bouzanne traverse les huit zones hydrographiques suivantes :
- le Creuzançais & ses affluents ;
- l'Auzon & ses affluents ;
- la Bouzanne du Gourdon au Creuzançais ;
- la Creuse du rau de Gargilesse à la Bouzanne ;
- la Creuse de la Bouzanne à la Drouille ;
- la Bouzanne du Creusanîais à la Creuse ;
- la Bouzanne de sa Source à l'Auzon ;
- la Bouzanne de l'Auzon au Gourdon.

Son bassin versant à une superficie totale de 529 km2 et est constitué à 84,76 % de « territoires agricoles », à 13,89 % de « forêts et milieux semi-naturels », à 1,13 % de « territoires artificialisés », à 0,35 % de « surfaces en eau ». Il s'insère dans les zones hydrographiques « La Bouzanne du Gourdon au Creuzançais, La Bouzanne du Creusanîais à la Creuse, La Bouzanne de sa Source à l'Auzon et La Bouzanne de l'Auzon au Gourdon », au sein du bassin DCE plus large « La Loire, les cours d'eau côtiers vendéens et bretons ».

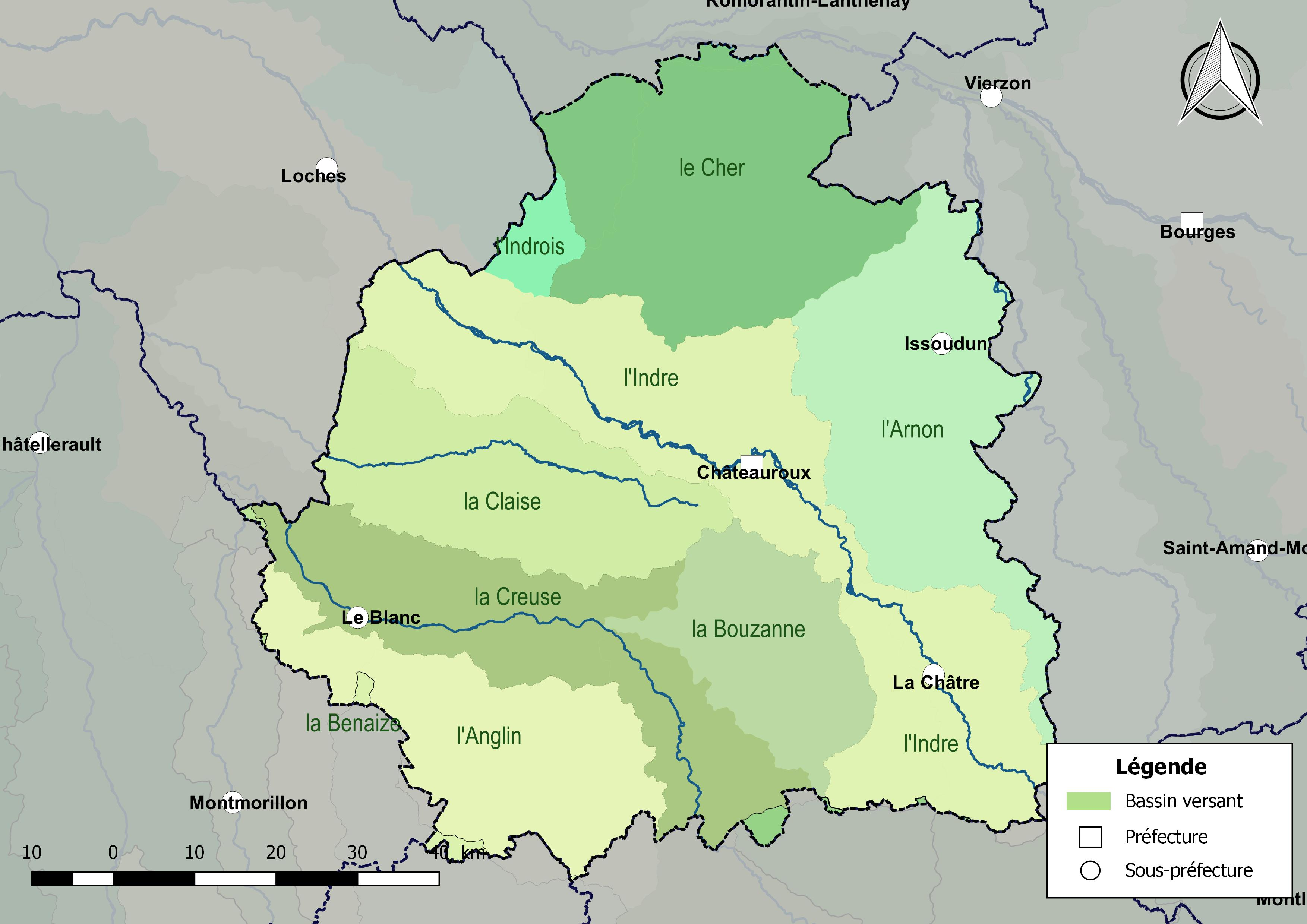
Les principaux bassins versants du département de l'Indre.

#### Échelle du bassin
En France, la gestion de l’eau, soumise à une législation nationale et à des directives européennes, se décline par bassin hydrographique, au nombre de sept en France métropolitaine, échelle cohérente écologiquement et adaptée à une gestion des ressources en eau. La Bouzanne est sur le territoire du bassin Loire-Bretagne et l'organisme de gestion à l'échelle du bassin est l'agence de l'eau Loire-Bretagne.

## Affluents
La Bouzanne possède vingt affluents.
| Noms           | km | Noms     | km |
| -------------- | -- | -------- | -- |
| Le Creuzançais | 28 | L4605500 | 2  |
| L'Auzon        | 27 | L4605300 | 2  |
| L4654700       | 4  | L4604060 | 1  |
| L4634100       | 2  |          |    |

| Noms                   | km | Noms     | km |
| ---------------------- | -- | -------- | -- |
| Le Gourdon             | 27 | L4605200 | 2  |
| Ruisseau d'Yvernaud    | 9  | L4604020 | 2  |
| Ruisseau le Saint-Éloi | 9  | L4654600 | 1  |
| Le Couvent             | 8  | L4654500 | 1  |
| L4604200               | 4  | L4604130 | 1  |
| L4654200               | 3  | L4604040 | 1  |
| Ruisseau du Gravet     | 2  |          |    |

### Rang de Strahler
Son rang de Strahler est de quatre.

## Hydrologie

### Station de mesures de Velles
Établie à 121 m d'altitude, la station de mesure est située à proximité du lieu-dit Forges, sur la commune de Velles (Indre). Elle fut mise en service le 1er mai 1969 à 12 h. C'est une station de type « station à une échelle » et son statut est « station avec signification hydrologique ». Son bassin-versant topographique représente 434 km2.
Le module de la Bouzanne a été observé sur une période de 39 ans à Velles (1969-2007), est de 3,23 m3/s pour une surface de bassin de 424 km2.
La rivière présente des fluctuations saisonnières de débit, avec des crues hivernales portant le débit mensuel moyen à un niveau situé entre 5,00 et 7,25 m3/s de décembre à avril-mai inclus, et des basses-eaux d'été-automne, de juillet à octobre, caractérisés par une baisse du débit moyen mensuel jusqu'à 0,61 m3/s au mois d'août. Mais ces moyennes mensuelles cachent des variations sur de courtes périodes, bien plus importantes.

### Étiage ou basses eaux
En période d'étiage, le VCN3 peut chuter jusque 0,18 m3/s, à Velles, en cas de période quinquennale sèche.

### Crues
Les crues de la Bouzanne peuvent être très importantes. Les QIX 2 et le QIX 5 valent respectivement 63 et 100 m3/s. Le QIX 10 est de 130 m3/s. Quant aux QIX 20 et QIX 50, ils valent respectivement 150 et 180 m3/s.
À Velles, le débit instantané maximal enregistré a été de 180 m3/s le 28 mai 1977, tandis que la valeur journalière maximale était de 111 m3/s le 13 mai 1981. En comparant ces valeurs aux différents QIX de la rivière, on déduit que la crue de 1977 était d'ordre cinquantennal.

### Lame d'eau et débit spécifique
La lame d'eau écoulée dans le bassin est de 235 millimètres annuellement, ce qui est nettement inférieur à la moyenne française tous bassins confondus. Le débit spécifique (Qsp) se monte à 7,4 litres par seconde et par kilomètre carré de bassin.

### État des masses d'eau et objectifs
Pour les cours d’eau, la délimitation des masses d’eau est basée principalement sur la taille du cours d’eau et la notion d’hydro-écorégion. Ces masses d’eau servent ainsi d’unité d’évaluation de l’état des eaux dans le cadre de la directive européenne.
La Bouzanne fait partie des masses d'eaux codifiée FRGR0407 et FRGR1518 et dénommée « La Bouzanne et ses affluents depuis Jeu-les-Bois jusqu'à la confluence avec la Creuse et la Bouzanne et ses affluents depuis la source jusqu'à Jeu-les-Bois ».
Le schéma directeur d'aménagement et de gestion des eaux (Sdage) Loire-Bretagne est un document de planification dans le domaine de l’eau. Il définit, pour une période de six ans les grandes orientations pour une gestion équilibrée de la ressource en eau ainsi que les objectifs de qualité et de quantité des eaux à atteindre dans le bassin Loire-Bretagne. L'état des lieux 2013 défini dans la SDAGE 2016 – 2021 et les objectifs à atteindre pour cette masse d'eau sont les suivants,, :
| Code masse d'eau | Libellé masse d'eau                                                                   |
| ---------------- | ------------------------------------------------------------------------------------- |
| FRGR0407         | La Bouzanne et ses affluents depuis Jeu-les-Bois jusqu'à la confluence avec la Creuse |
| FRGR1518         | La Bouzanne et ses affluents depuis la source jusqu'à Jeu-les-Bois                    |

|          | Écologique | Biologique | Physico-chimie générale | Polluants spécifiques |
| -------- | ---------- | ---------- | ----------------------- | --------------------- |
| FRGR0407 | Bon état   | Moyen      | Bon état                | Bon état              |
| FRGR1518 | Moyen      | Moyen      | Bon état                | Bon état              |

|          | Écologique | Chimique | Global   |
| -------- | ---------- | -------- | -------- |
| FRGR0407 | Bon état   | Bon état | Bon état |
| FRGR1518 | Bon état   | Bon état | Bon état |

## Histoire

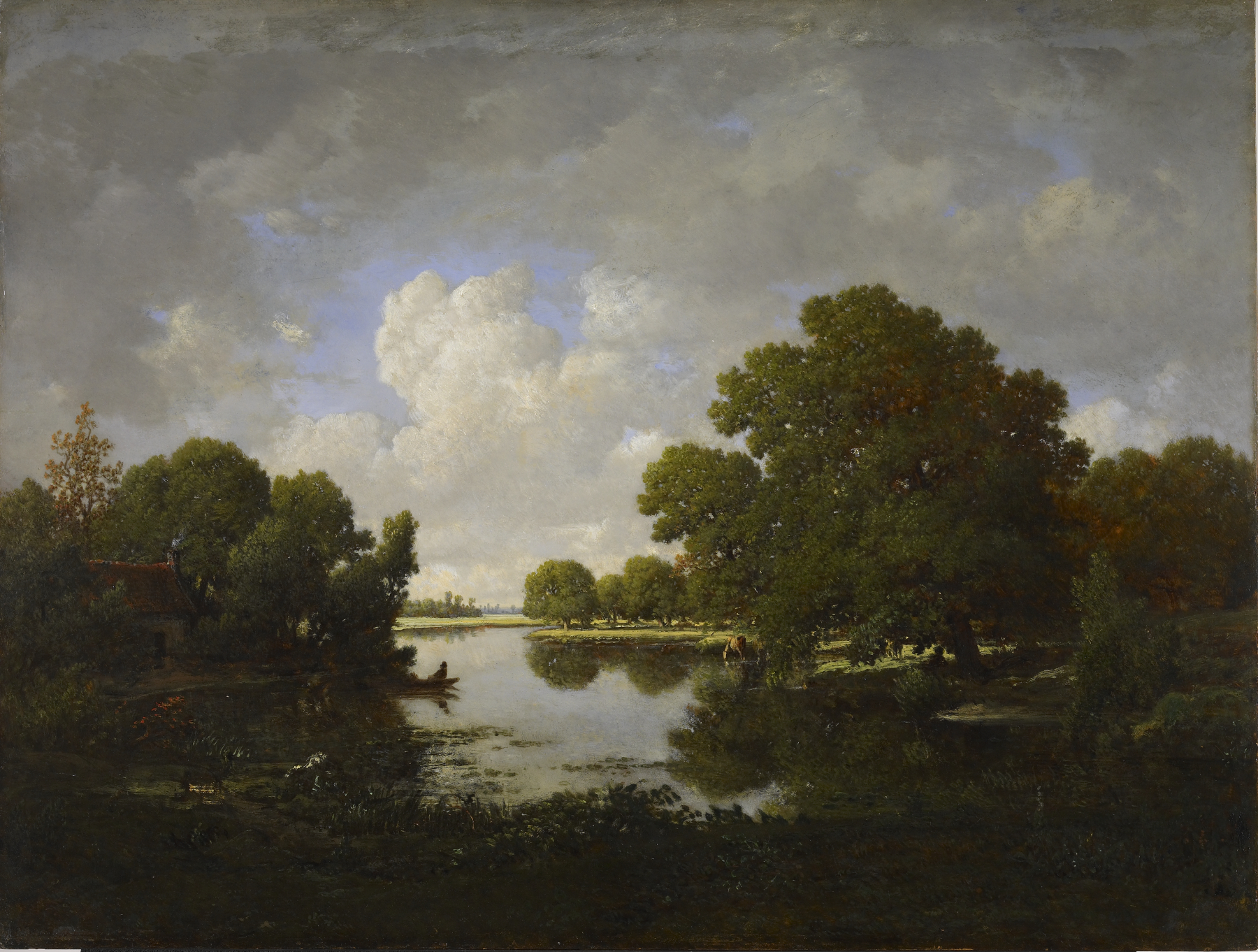
Les Bords de la Bouzanne
Théodore Rousseau, 1860-1869
Walters Art Museum, Baltimore.

Le tableau de Théodore Rousseau identifié comme Bords de la Bouzanne, représente une scène dans la région du Berry où l'artiste a peint en plein air en 1842. Il a été exposé à l'Exposition Universelle de Paris de 1867.
La rivière a donné son hydronyme au lieu-dit « la Bouzanne » à Méasnes et à son confluent qui est un site remarquable nommé « Bouzanne tombante ».
Un sanctuaire a été bati au niveau de la source de la Bouzanne.
Le pont de bois couvert est unique en France, classé monument historique, le 20 juillet 1992, son origine est controversée. Son édification a été autorisée par la préfecture de l'Indre en 1855 à la suite d'une demande du comte de Poix, seigneur de Chabenet qui désirait réunir diverses propriétés situées de part et d'autre de la Bouzanne. Le pont a été restauré en 2001. À l’entrée de la grotte d’où une partie des pierres furent tirées pour la construction du viaduc, à gauche, les traces d’extraction de sarcophages.

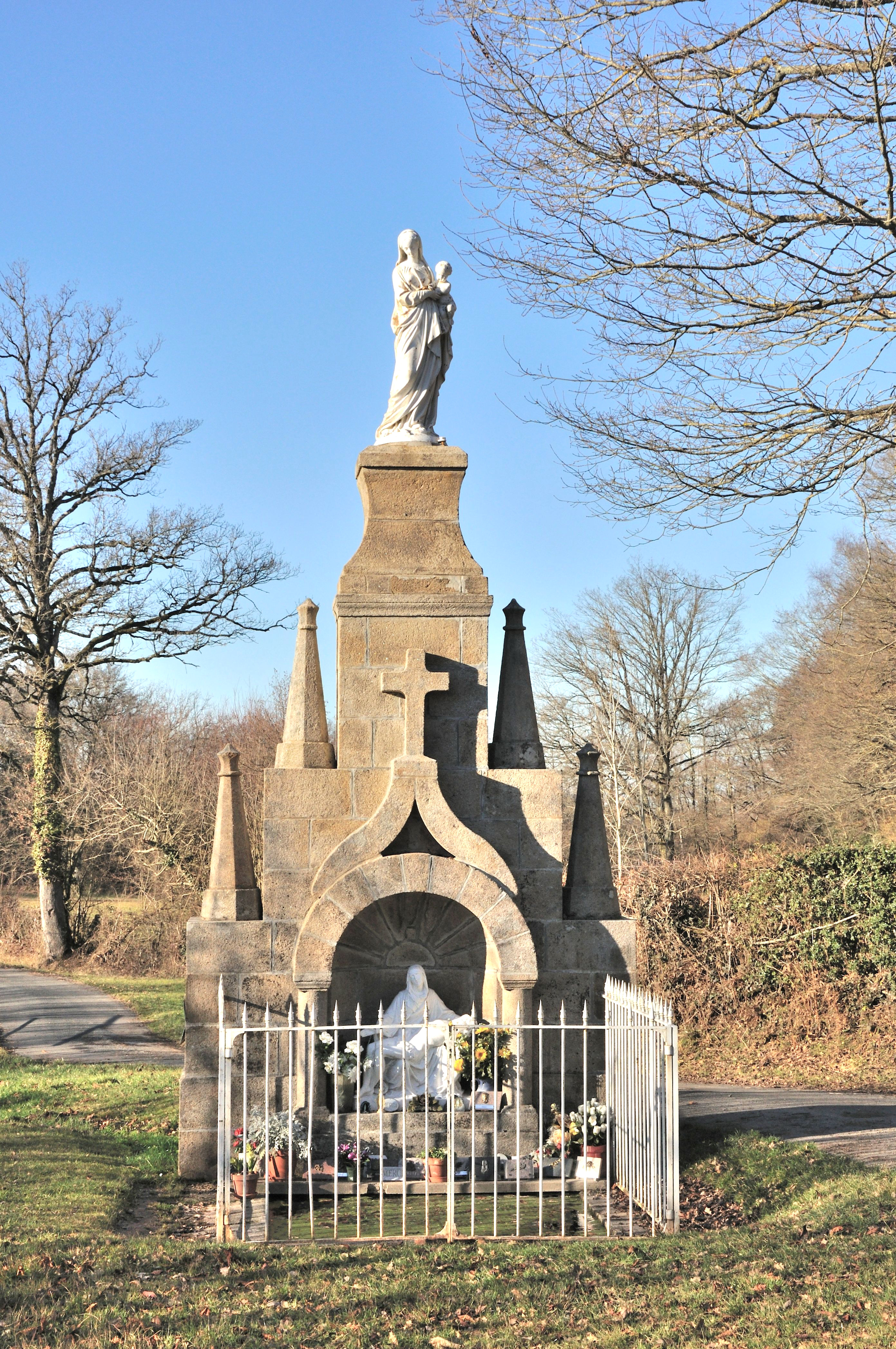
Le sanctuaire de la source de la Bouzanne en 2011.
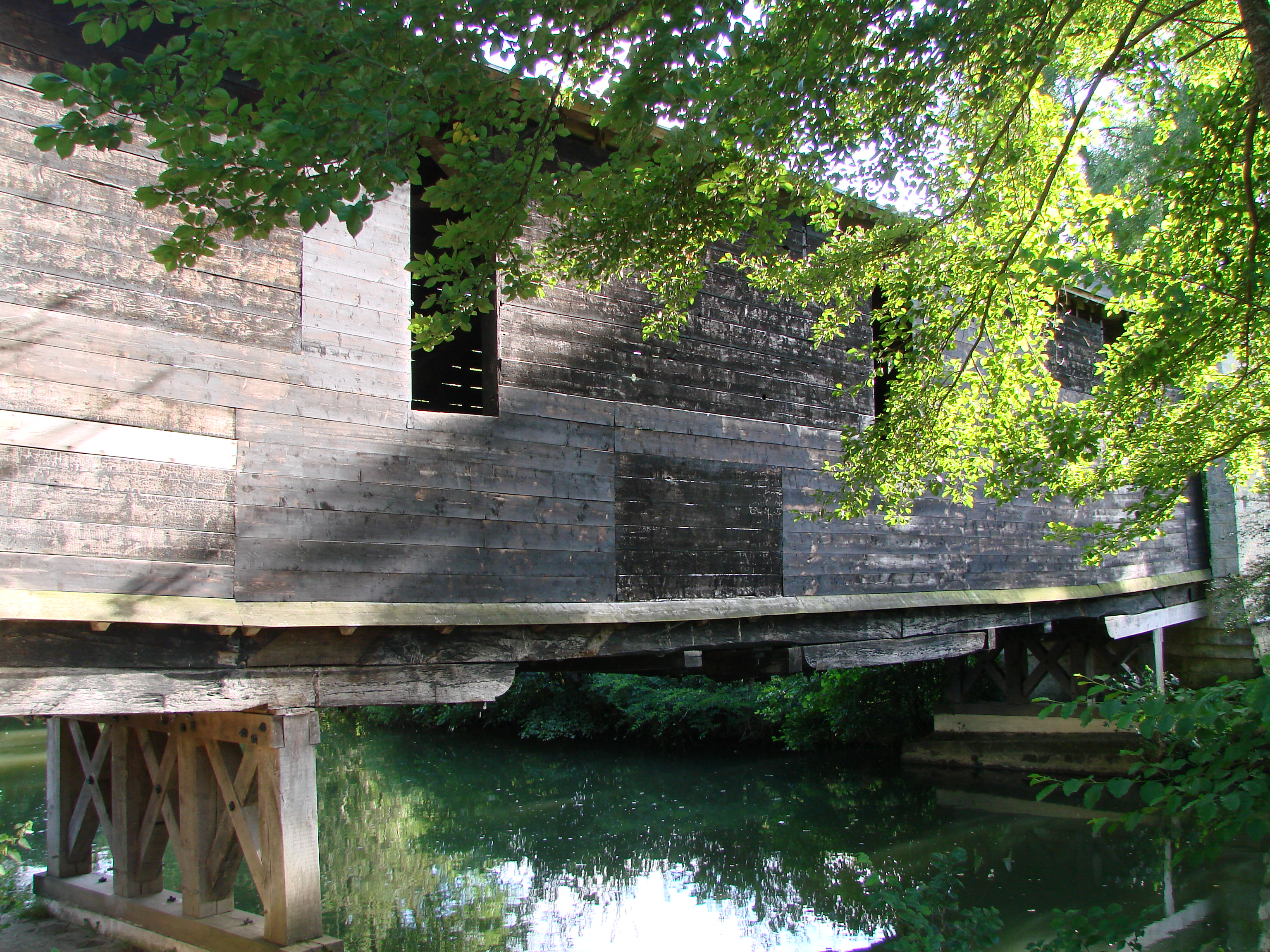
Le pont de bois couvert au lieu-dit « le Pont Renaud », au Pont-Chrétien-Chabenet en 2008.
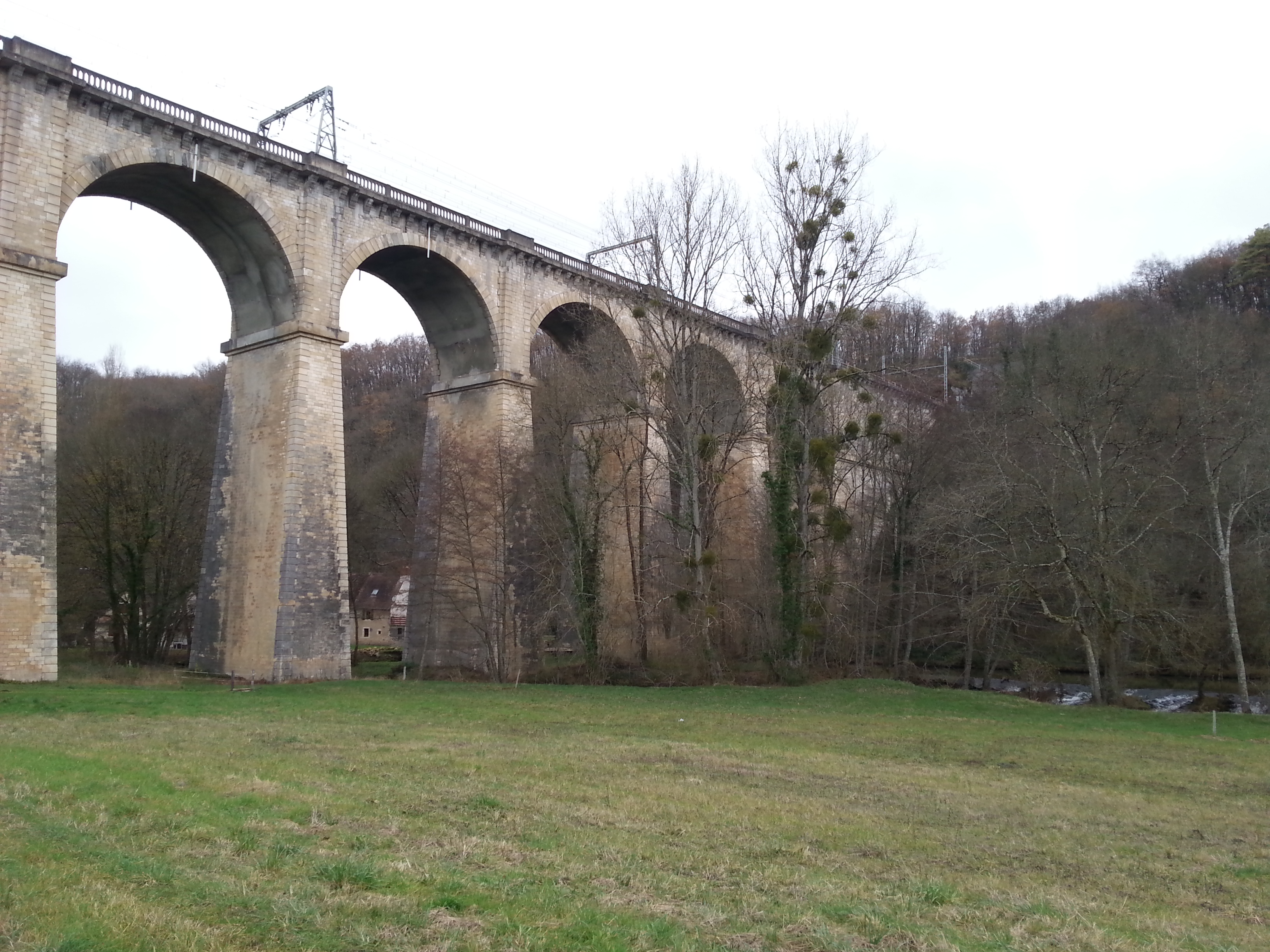
Le viaduc de la Bouzanne au Pont-Chrétien-Chabenet en 2014.

## Aménagements et écologie

### Milieu naturel
La Bouzanne de la confluence avec le Creuzançais jusqu'à sa confluence avec la Creuse sont classés dans la liste 1 au titre de l'article L. 214-17 du code de l'environnement sur le Bassin Loire-Bretagne. Du fait de ce classement, aucune autorisation ou concession ne peut être accordée pour la construction de nouveaux ouvrages s'ils constituent un obstacle à la continuité écologique et le renouvellement de la concession ou de l'autorisation des ouvrages existants est subordonné à des prescriptions permettant de maintenir le très bon état écologique des eaux.
Le cours d'eau est de première catégorie en amont de Neuvy-Saint-Sépulcre (pont du chemin départemental 927). Il est de deuxième catégorie sur le reste de son parcours.